# Kino Rurik
KinoRurik är en årlig rysk filmfestival som sedan 1999 hålls i Uppsala och Stockholm. Festival gästas vanligen av ryska skådespelare och regissörer i samband med att deras filmer visas. Sällskapet Ryska Huset i Uppsala är en av arrangörerna bakom festivalen. Under Kinorurik VII, 2006 visades även filmer i Västerås. Festivalen är uppkallad efter den mytologiske vikingen Rurik som sägs ha grundat ett rike i Ryssland.